# 巴羅斯鎮區 (內布拉斯加州普拉特縣)
巴羅斯鎮區（英語：Burrows Township）是位於美國內布拉斯加州普拉特縣的一個行政鎮區。

## 地方資料
巴羅斯鎮區的面積為93.07平方千米，皆為陸地。根據2020年美國人口普查的數據，當地共有人口261人，而人口密度為每平方千米2.8人。